# 三灶大屠殺
三灶大屠殺是第二次中日战争期間侵华日军在中華民國廣東省三灶島（今珠海市三灶镇）製造的屠殺事件。1938年2月16日，日軍在三灶島蓮塘灣登陸後修建秘密軍用機場，計劃將該島建为侵略华南乃至东南亚的軍事基地。同年4月12日（農曆三月十二日）起，日軍開始在島上展開屠殺，實行「三光政策」。在三灶島淪陷期間，島上共有2,891人被殺，3,500多人餓死。3,000多来自朝鲜、台湾等地劳工亦被日军秘密集体杀害。2014年发现的三灶日军机密战报《三灶岛特报》称，“事变前岛上约有12000名住民，自帝国海军占领后，大部分岛民逃亡大陆，再加上4月中旬在北部地区进行扫荡后，现在南部居民残余约1800名。”三灶日本移民主要来源地冲绳名护市出版的《名护市史》则称三灶岛最初有2万多人，后只剩1500到2000多人。
1948年，流亡在外的三灶村民返回故土，將遇難者遺骸收葬，在茅田、鱼弄两地分别建“万人坟”和“千人坟”。 1979年，萬人墳被遷至竹瀝山坡重建。2013年，“万人坟”与“千人坟”、日本摩崖文字、日军慰安所、兴亚第一国民学校、兴亚第二国民学校等日军侵华遗址一起被中华人民共和国国务院列为第七批全国重点文物保护单位。

## 背景

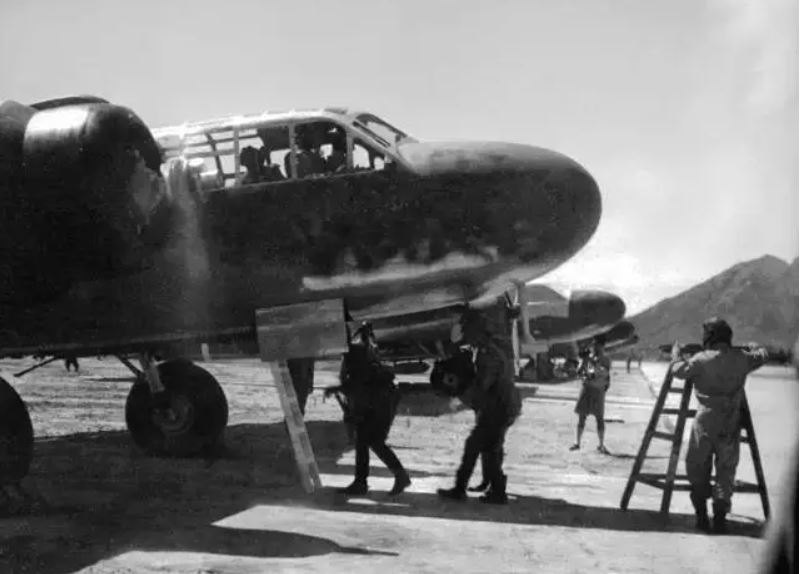
1938年10月三灶岛日军机场的轰炸机

1937年七七卢沟桥事变后，日本开始全面侵华。同年8月，日本南支派遣军占领广东省荷包、高栏各岛，试图将其建成入侵华南乃至东南亚的海、空军事基地。但由于这些岛屿地势崎岖不适合建机场，日军转而将旁边的三灶岛定为下一个目标:103。同年11月12日（农历十月初十），400余名日军从高栏岛出发在汉奸的带领下进犯三灶岛，杀戮奸淫百姓，后盘踞于莲塘附近各乡，24天后撤离:505。
1938年2月16日（农历正月十七），6000余日军分乘20多艘舰艇在莲塘湾登陆，第二次入侵三灶:505:82。武装占领三灶后，日军旋即开始修建机场和其它配套工事，将其命名为“海军第六航空基地”。同年6月4日，日军第十四航空队进驻基地。高雄空军部队后也于9月16日临时进驻三灶。日军从此在华南地区拥有了高雄和加贺号航空母舰之外的第三个海军航空基地。当时有74架各类战机，近千名航空员，700多名担任防卫工作的日军驻扎在“海军第六航空基地”。
1938年4月，日军在三灶岛开办了两所学校。“兴亚国民第一学校”位于春花园村，用于来自日本冲绳县农业移民的子女教育。另一所“兴亚国民第二学校”位于正表村（遗址位于今珠海海登小学校内），用于对三灶当地中国儿童的皇民化教育。“兴亚国民第二学校”首任校长由汉奸汤聘臣担任，第二任校长是日军驻三灶警备司令稻泽纹治。教务主任先后由台湾人利焕吕和罗时雍担任。:105-107。 
日军占领三灶后，在上表村和莲塘村开设日军慰安所。上表村用上电灯后，慰安所被集中在上表村，公开的名称为“军人集会所”。日军借口上表村有人私藏枪支谋反将全村男人杀害，后又捣毁全村房屋，仅留“阅报书社”和几间民房作为慰安所。慰安所由一个为日军供应军需的“福大公司”经营。据为慰安所做防疫工作的钟泉老人讲述有四批慰安妇先后来到三灶。第一批为10名台湾人；第二批为9名广州人；第三批为10名韩国人；第四批是10名香港人。:113-115

## 经过

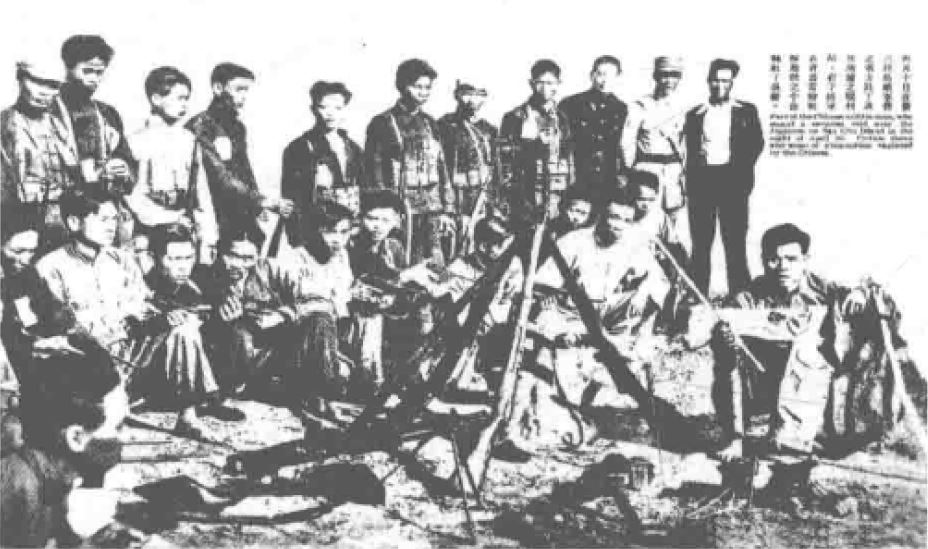
1938年4月三灶社训大队夜袭日军营获胜后留影

1937年11月日军首次入侵三灶后，当时的中山县府组建了社训大队，配发枪支，进行集中训练。公安局长蔡栋村兼任大队长，副大队长为吴发。1938年2月，日军再次入侵时，社训大队组织一批青年进行了反抗。同年3月，社训队在小霖岛伏击日军船只，击毙日军40余人。日军后放火焚烧岛上民房，杀戮岛上居民。同年4月10日，吴发等34人潜入三灶岛突袭日军营，击毙20余人，斩首数人，得到广东各界称赞。媒体对此纷纷报道，粤港记者还发表了《人头作酒杯，痛饮胡虏血》访问专记。:109-110
遭袭的日军派出10余架飞机侦察，但一无所获。1938年4月12日上午，日军开始迁怒于三灶居民，对鱼堂、月堂、列圣等乡狂轰滥炸，进行报复。百余名村民在轰炸中丧命。当日下午，日军又对北水乡进行轰炸，全乡化为焦土。次日，日军开始对全岛实行三光政策，大规模屠杀岛上居民。400名被囚禁于吴家祠的月堂、鱼弄、雅塾等乡居民被“麻绳捆绑，铁线穿掌”推入泥坑后，被机枪扫射屠杀（有丁莫洪等10余人在乱枪中逃脱）。当晚，日军在岛上80多个村子放火，3264间民房、164艘渔船、36个村庄被烧毁。:111
1938年4月14日，日军在草塘沙岗、莲塘沙拦、春园祠堂、石湾关帝庙、鱼林先锋坑、青湾等地又杀戮2000余人。被抓到的男人被活活打死，女人被奸杀，小孩则被仍进水中淹死或抛到空中刺死。60多名女人和小孩在春园祠堂被杀害。次日清晨，日军在春花园、草堂、茅田、屋边、六灶、榄坑、横石基等乡继续屠杀村民。400余名村民被汉奸李宏乐和汤聘臣骗至日军在莲塘驻地遭杀害。李、汤两人后因情报不周也被日军杀死。60多名海上渔民被日军逮捕后被命在莲塘湾沙滩挖坑自埋。日军后用大刀将这些渔民的头颅砍下。:111
除三灶村民外，日军为保守军事秘密还将3000多名来自朝鲜（一说来自满洲国、台湾和朝鲜），以及大批三灶当地劳工在完成工事建设后全部集体枪杀或活埋。被征用的三灶当地劳工数量有每3个劳动力抽征2人和三灶每个村子征送20名两种说法。《中山日报》载：“…后来，敌军又强迫我人民为其将土质之机场面，改建为三合土场面，以便利于轰炸机升降。”:105:506-507

## 后续

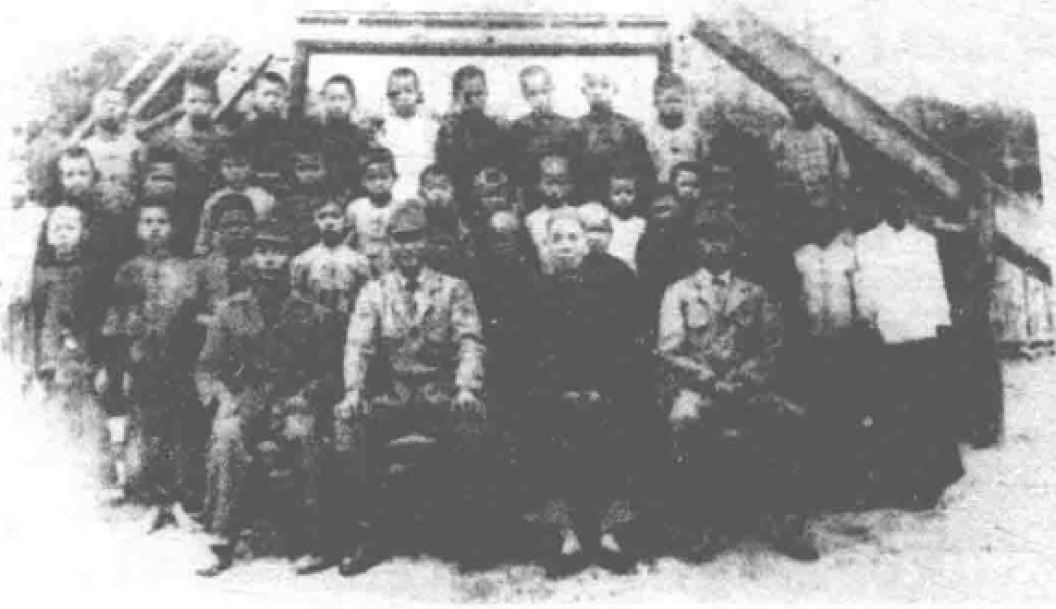
兴亚国民第二学校1943年毕业照

1939年至1941年期间，日本先后从冲绳县派90多户约400人的农业移民团到三灶岛从事农业生产。日军试图将三灶岛改为“新长崎”埠，将村庄的名字改为日军军舰、军官或技术人员的名字。“圣堂”改为“与那”；“屋边”改为“青叶”；“春花园”改为“成濑”；“下茅田”改为“大和”；“鱼弄”改为“衣笠”和“千岁”；轿顶山也被改名为“藤田山”。大屠杀后，少量幸存村民被允许在岛上居住。这些村民被强迫佩戴“良民护身牌”（正面印有名字，性别，出生日期，住址；背面印“台湾警备司令部”）。村民生小孩需在3天内向日军报备。日军给小孩取一个日本名字后发放“良民护身牌”。“兴亚国民第二学校”的学生每天早上需要向日本国旗鞠躬，唱日本国歌，每周一和节假日需要祭拜“三灶神社”（今珠海海登小学校内仍留有该神社的1个石门柱）:106-107
驻扎在三灶机场的日军以三灶岛为基地对华南军事和经济要地，包括昆明、广九铁路、各地机场和军事阵地进行轰炸。此外，三灶日军还参加了1938年10月的广州战役和1939年1月的琼崖战役。1939年2、3月，日军在广西涠洲岛和海南海口建成第十一和第七航空基地后，三灶岛的第六基地重要性开始下降。1942年6月，中途岛海战爆发后，美军在同年11月23日对三灶机场进行了轰炸，1944年2月13日进行了第二次轰炸。1945年8月日本投降后，日军在回日本前炸毁了三灶机场。1990年代，珠海市政府将废弃的三灶机场扩建成珠海机场，后改名为今日的金湾机场。

## 纪念

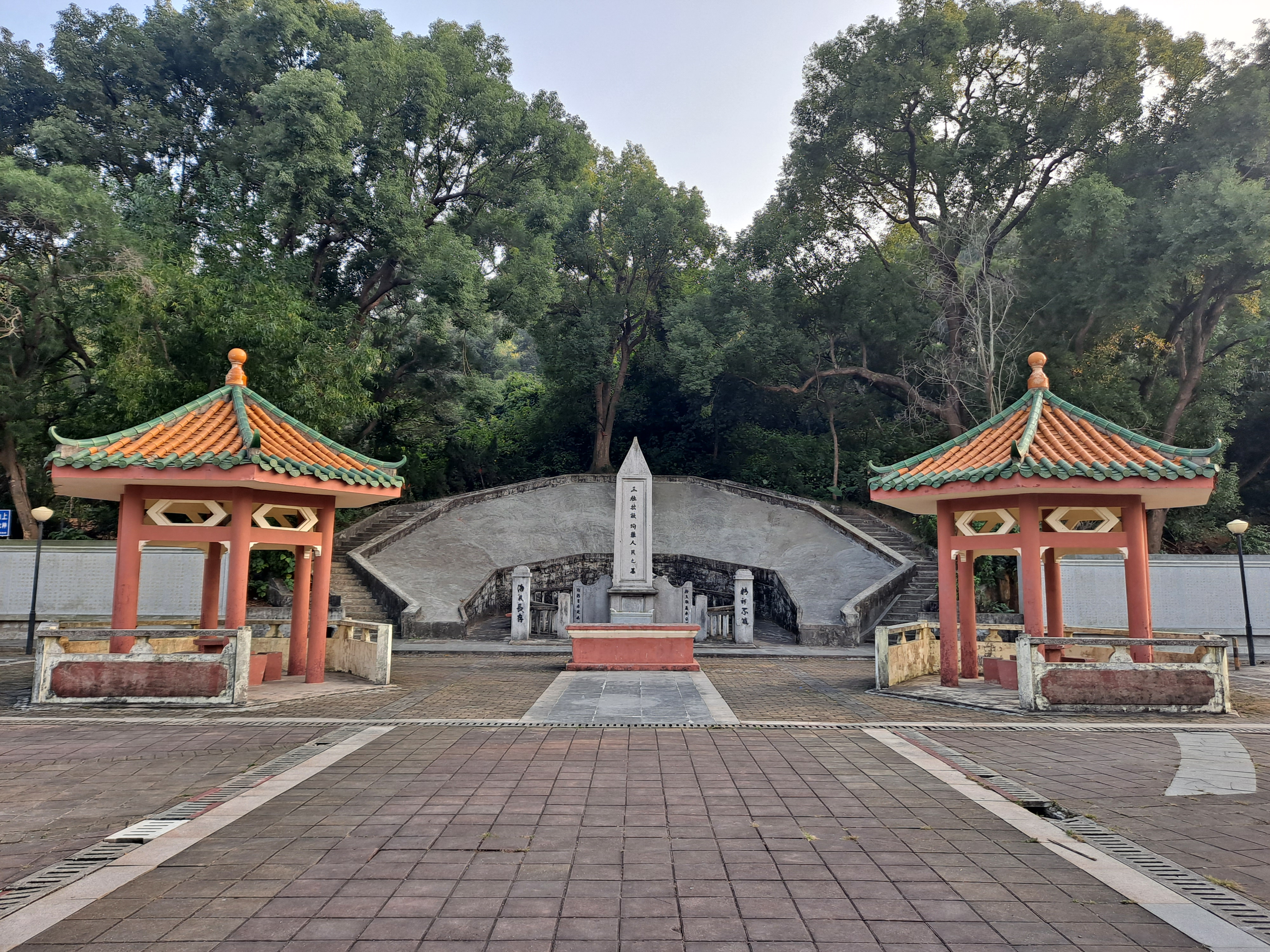
三灶岛千人坟

抗战胜利后，三灶岛人民在华侨和港澳同胞的捐助下，将大屠杀受难者尸骨收集埋葬于茅田、鱼弄两地，分别建“万人坟”和“千人坟”。1969年，进行了重建。1979年，珠海市政府拨款将“万人坟”迁至圣堂村竹沥的山坡重建。1983年，“万人坟”和“千人坟”被列为广东省文物保护单位:82:112。2013年3月，“万人坟”与“千人坟”、日本摩崖文字、日军慰安所、兴亚第一国民学校、兴亚第二国民学校等日军侵华遗址一起被国务院列为第七批全国重点文物保护单位。